# 波多江良一
波多江 良一（はたえ りょういち、1977年1月15日 - ）は、圭三プロダクション所属のフリーアナウンサー。東京都出身。法政大学経済学部卒業。現在はスポーツ実況、ナレーターを中心に活動している。

## 人物・来歴
東京都出身。法政大学卒業後（法政大学自主マスコミ講座卒）、1999年に富山テレビ放送 (BBT) に入社。BBTではニュース・リポーター・スポーツ実況のほか「きときと★キッズ!フォーカスイン」を担当。2001年から夕方の情報番組Youドキッ!たいむのMC、2003年には27時間テレビで地元の再会企画でナビゲーターを担当。2004年4月21日より「めざましテレビ」全国中継レポーターとしても活動。富山県民なら1度は耳にした曲「エビブリ魚んちゅ〜」（ビーちゃん体操で流れる曲）の男性パートを担当していた。富山テレビを2007年3月退社。同年4月に群馬テレビに移籍したものの2009年2月に退社。圭三プロダクションでフリーアナウンサーとして活動をスタートさせ2013年4月から2016年4月1日まではテレビ埼玉でニュースキャスターを担当した。日テレ学院出身。

## 出演・担当番組

### K-1実況
- K-1 WORKD MAX  2025（ABEMA、GAORA、ロシア「UDAR TV」、FIGHT SPORTS、）2025年2月9日
- K-1 WORLD GP 2024 in TOKYO～FINAL～（ABEMAプレミアム、GAORA）2024年12月14日
- K-1 WORLD GP 2024（ABEMAプレミアム）2024年10月5日
- K-1 WORKD MAX  2024（ABEMAプレミアム）2024年9月29日
- AZABU presents K-1 WORKD MAX 2024（ABEMA格闘チャンネル、ABEMA PPV ONLINE LIVE、GAORA）2024年7月7日
- K-1 WORLD GP 2024 in Sarajevo　2024年6⽉29⽇
- TRHD presents K-1 WORKD MAX （ABEMA格闘チャンネル、GAORA）2024年3月20日
- K-1 『K-1 ReBIRTH２』実況（ABEMA格闘チャンネル、U-NEXT、GAORA）2023年12月9日
- K-1 『ReBOOT～K-1 ReBIRTH～』実況（ABEMA格闘チャンネル、U-NEXT、DAZN、GAORA）2023年9月10日

### テレビドラマ
- 全領域異常解決室 最終話（2024年12月18日、フジテレビ） - アナウンサー 役
- アバランチ（カンテレ・フジテレビ系列）第7話 - 第9話（2021年11月29日 - 12月13日）- BNNニュースアナウンサー役[2]

### 2009年以降
- B.LEAGUE（バスケットLIVE）2024年－
- 2024パリオリンピック（NHK BS）中継スケジュール・ハイライトのアナウンス
- バレーボールイタリアセリエA（フジテレビNEXT：実況）2024年ｰ
- ノジマTリーグ（Amazon Prime Video、U-NEXT、Lemino（＊2023まで配信）：実況）2023年ｰ
- 高円宮牌ホッケー日本リーグ女子（SPOTV NOW：実況）2022年ｰ
- 2022北京パラリンピック（NHKラジオ第1）『NHKジャーナル』北京パラリンピックコーナー担当[3]
- 2022北京オリンピック（NHK BS1）中継スケジュール・ハイライト・応援メッセージのアナウンス[4]
- 東京2020パラリンピック（NHK BS1）中継スケジュール・ハイライト・応援メッセージのアナウンス
- 東京2020オリンピック（NHK BS1）中継スケジュール・ハイライト・応援メッセージのアナウンス
- なでしこリーグ（なでしこリーグチャンネル：実況）2021年-
- eBASEBALLプロリーグ（パリーグTV：実況）2020年-
- NBA中継（楽天TV　NBARakuten：実況）2018年-
- 巌流島 (格闘技団体)（フジテレビONE：実況）2017年‐
- マリーンズナイター（千葉テレビ：実況）2017
- 全国高等学校野球選手権東東京大会（J:COM他　CATV共同制作：実況）2017年‐
- DAZN　海外サッカー中継（ブンデスリーガ・ラリーガ・プレミアリーグ）実況　2016年‐
- DAZN　NPB・MLB：実況　2016年‐
- テレビ埼玉のニュース・情報番組（2013年4月より担当）
  - ごごたま内コーナー「プロスポーツ情報」（月曜日）、「スポトピ」（木曜日）
  - テレ玉イブニングNEWS→EveningNews（金曜日担当）
  - ニュース930
  - ウィークエンド930（- 2015年3月）

- 全国高等学校野球選手権埼玉大会（テレビ埼玉：実況）2012年‐
- 高校野球選手権栃木県大会（とちぎテレビ：実況）
- JBLリンク栃木ブレックスホームゲーム（とちぎテレビ：実況）
- なでしこリーグカップ2012（BS朝日：実況）
- SASUKE予選実況（TBSテレビ）

### 群馬テレビ時代
- スポーツ実況
- 高校野球ハイライト
- はばたけ!ペガサス

### 富山テレビ時代
- めざましテレビ
- 27時間テレビ
- Youドキッ!たいむ
- BBTスーパーニュース
- クイズ!フォーカス・イン
- 春の高校バレー富山県大会
- bjリーグ